# Kerivoula papillosa
Kerivoula papillosa — вид рукокрилих родини Лиликові (Vespertilionidae).

## Поширення
Країни поширення: Бруней-Даруссалам, Камбоджа, Індонезія (Ява, Калімантан, Сулавесі, Суматра), Лаос, Малайзія (Сабах, Саравак), Таїланд, В'єтнам. Лаштує сідала групами по 1-14 особин в невеликих западинах дерев у низинних змішаних листяних лісах.

## Загрози та охорона
Немає серйозних загроз для цього виду, хоча вирубка лісу відбувається у великій частині його ареалу. Цей вид зустрічається в деяких природоохоронних територіях по всьому ареалу.